# Fire in Fairyland
Fire in Fairyland ist eine 2009 gegründete Rockband aus Celle, Niedersachsen.

## Geschichte
Fire in Fairyland wurde im Jahr 2009 in Celle gegründet und besteht aus der Sängerin Anna Peschke, den Gitarristen Hannes Huke und Torben Boyen (er ist zudem Backgroundsänger), dem Bassisten Pasco Karamanlis, sowie dem Schlagzeuger Florian Knigge.
Die Gruppe gibt inzwischen Konzerte in ganz Norddeutschland, spielte bereits als Vorband für 4Lyn und war 2010 auch auf dem Südwinsen Festival zu sehen. Das Debütalbum Lit erschien 2010 und wurde in Eigenregie produziert und vertrieben. Es erhielt größere Resonanz in deutschsprachigen Online-Medien. Unter anderem erhielt das Album Rezensionen bei Metal.de, Burn Your Ears und Metal Impressions. Am 30. Oktober 2012 erschien ein Kurzbericht bei RTL Regional über die Gruppe.
Das Label Monster Artists wurde auf die Gruppe aufmerksam und nahm diese unter Vertrag. Am 11. Januar 2013 erschien mit For a Glimmer of Limelight das zweite Album. Es erhielt unter anderem eine Kritik bei Whiskey-soda.de, Vampster und bei Powermetal.de. Zwischen Februar und Juli 2013 tourte die Gruppe durch Deutschland um für ihr Album zu werben. Es fanden unter anderem Konzerte in Prag (Tschechien), Berlin, Braunschweig und Hamburg statt.
Im Februar 2014 brachte die Gruppe eine Split-EP mit der Münchner Hardcore-Band Gravity Lost heraus, die Balance Your Effort heißt und je zwei Stücke beider Gruppen beinhaltet.

## Stil
Die Gruppe spielt Pop-Punk, welcher soundtechnisch auch vom Hardcore und Metalcore beeinflusst wird. Die Gruppe nennt neben Paramore auch Gruppen wie A Day to Remember, Tonight Alive und Mayday Parade als musikalische Einflüsse. Der Bandname „Fire in Fairyland“ ist auf die beiden Sänger zurückzuführen. Demnach steht der Name für die Gegensätzlichkeit von Torben Boyens Shouts („Fire“) und dem Klargesang von Anna Peschke („Fairy“). Musik und Texte werden von den Musikern selbst geschrieben und komponiert.

## Diskografie
- 2010: Lit (Eigenvertrieb)
- 2013: For a Glimmer of Limelight (Monster Artists)
- 2014: Balance Your Effort (Split-EP mit Gravity Lost)